# Лас-Анімас (округ, Колорадо)
Шаблон:StateAbbr_ 37°19′ пн. ш. 104°02′ зх. д. / 37.32° пн. ш. 104.04° зх. д.
Округ Лас-Анімас (англ. Las Animas County) — округ (графство) у штаті Колорадо, США. Ідентифікатор округу 08071.

## Історія
Округ утворений 1866 року.

## Демографія
За даними перепису 
2000 року 
загальне населення округу становило 15207 осіб, зокрема міського населення було 9297, а сільського — 5910.
Серед мешканців округу чоловіків було 7441, а жінок — 7766. В окрузі було 6173 домогосподарства, 4095 родин, які мешкали в 7629 будинках.
Середній розмір родини становив 2,97.
Віковий розподіл населення поданий у таблиці:
| Стать    | До 15 років | 15-21 | 22-29 | 30-39 | 40-49 | 50-65 | 65-85 | Понад 85 |
| -------- | ----------- | ----- | ----- | ----- | ----- | ----- | ----- | -------- |
| Чоловіки | 1542        | 766   | 555   | 881   | 1129  | 1428  | 1005  | 135      |
| Жінки    | 1480        | 701   | 563   | 927   | 1177  | 1326  | 1306  | 286      |

## Суміжні округи
- Отеро — північ
- Пуебло — північ
- Бент — північний схід
- Бака — схід
- Юніон, Нью-Мексико — південь
- Колфакс, Нью-Мексико — південний захід
- Костілья — захід
- Верфано — північний захід

## Виноски
1. ↑  U.S. Decennial Census. United States Census Bureau. Архів оригіналу за 19 липня 2018. Процитовано 8 червня 2014.
2. ↑  Historical Census Browser. University of Virginia Library. Архів оригіналу за 11 серпня 2012. Процитовано 8 червня 2014.
3. ↑  Population of Counties by Decennial Census: 1900 to 1990. United States Census Bureau. Архів оригіналу за 31 липня 2014. Процитовано 8 червня 2014.
4. ↑  Census 2000 PHC-T-4. Ranking Tables for Counties: 1990 and 2000 (PDF). United States Census Bureau. Архів оригіналу (PDF) за 18 грудня 2014. Процитовано 8 червня 2014.
5. ↑  State & County QuickFacts. United States Census Bureau. Архів оригіналу за 6 червня 2011. Процитовано 11 лютого 2014.(англ.) Наведено за англійською вікіпедією.
6. ↑  QuickFacts. Las Animas County, Colorado. United States Census Bureau. Архів оригіналу за 12 лютого 2020. Процитовано 10 жовтня 2018.
7. ↑  American FactFinder. Бюро перепису населення США. Архів оригіналу за 26 лютого 2012. Процитовано 31 січня 2008.

| США | Це незавершена стаття з географії США. Ви можете допомогти проєкту, виправивши або дописавши її. |